# 7015 Schopenhauer
7015 Schopenhauer (1990 QC8) là một tiểu hành tinh vành đai chính được phát hiện ngày 16 tháng 8 năm 1990 bởi E. W. Elst ở La Silla.